# Diego Godín
Diego Roberto Godín Leal (Rosario, 16 februari 1986) is een Uruguayaans betaald voetballer die doorgaans centraal in de verdediging speelt. Hij verruilde Internazionale in september 2020 transfervrij voor Cagliari. Godín debuteerde in oktober 2005 in het Uruguayaans voetbalelftal, waarvan hij in 2019 recordinternational werd.

## Clubcarrière

### Cerro en Club Nacional
In 2003 begon de professionele loopbaan van Godín op zeventienjarige leeftijd bij CA Cerro. Op twintigjarige leeftijd vertrok hij naar Club Nacional de Football. Daar werd hij al snel aanvoerder.

### Villarreal
In 2007 tekende Godín een vijfjarig contract bij Villarreal. Hij maakte zijn debuut voor de Spaanse ploeg op 20 september 2007, in een UEFA Cup-duel met BATE Borisov. Op 26 september speelde Godín zijn eerste competitiewedstrijd tegen Racing Santander. In zijn tweede competitiewedstrijd scoorde hij zijn eerste doelpunt voor Villareal, tegen Osasuna. Ondanks zijn doelpunt verloor Villareal de wedstrijd. In Godín's eerste seizoen in Spanje behaalde Villareal de tweede plaats in de Primera División, de beste klassering ooit van Villareal. Door het goede seizoen van Villareal mochten ze in het seizoen 2008/09 deelnemen aan de Champions League. Op 17 september 2008 speelde Godín voor het eerst in deze competitie, tegen Manchester United. In drie seizoenen bij Villareal kwam Godín tot 116 wedstrijden, waarin hij vaak naast Gonzalo Rodríguez stond in het hart van de defensie.

### Atlético Madrid
In de zomer van 2010 maakte Godín de overstap naar Atlético Madrid, de Europa League-winnaar van het seizoen daarvoor. Hij kwam voor het eerst in actie voor zijn nieuwe club op 27 oktober 2010 bij een 2-0 winst op Internazionale, waarmee de UEFA Super Cup werd gewonnen. Zijn competitiedebuut maakte Godín drie dagen later, toen 'de nul' werd gehouden tegen Sporting Gijón (4-0). Op 21 oktober 2010 scoorde hij zijn eerste doelpunt voor 'Atleti', tegen Rosenborg in de Europa League. Op 30 januari 2012, in het competitieduel met Osasuna, droeg Godín voor het eerst de aanvoerdersband van Atlético Madrid. Hij scoorde het enige doelpunt van deze wedstrijd. Met Godín bereikte Atlético Madrid de finale van de Europa League in 2012. De Uruguayaanse verdediger speelde de volledige wedstrijd en Atlético versloeg Athletic Bilbao met 3-0. Als gevolg van het winnen van de Europa League nam Atlético Madrid het in de UEFA Super Cup op tegen Chelsea. Godín speelde de volledige wedstrijd en Atlético Madrid won met 1-4. Dit was de derde Europese prijs die Godín won. Later dat seizoen won hij voor het eerst een nationale prijs met Atlético Madrid. In de finale van de Copa del Rey won Atleti na verlenging tegen stadsgenoot Real Madrid. Godín startte in de basis en speelde de wedstrijd uit.
Atlético mocht het in de Supercopa de España van 2013 opnemen tegen FC Barcelona. Godín speelde volledige negentig minuten in beide wedstrijden, die beide in een gelijkspel eindigde. Barcelona scoorde echter in tegenstelling tot Atlético een uitdoelpunt. Op 1 november 2013 ondertekende Godín een nieuw contract, dat hem tot 2018 bij de club bond. Op de laatste speeldag van de Primera División bezocht Atlético Camp Nou voor een beslissend duel voor de landstitel tegen FC Barcelona. Godín kopte op aangeven van Gabriel Fernández de 1-1 binnen, wat genoeg was voor de tiende landstitel in de geschiedenis van Atlético Madrid. Atlético Madrid behaalde de finale van de Champions League, waar rivaal Real Madrid de tegenstander was. Godín speelde de volledige wedstrijd en was opnieuw trefzeker. Toch won Real Madrid na verlenging. Op 9 januari 2015 werd Godín opgenomen in het UEFA.com users' Team of the Year. Op 22 augustus 2014 won Atlético Madrid, met Godín in de basis de Supercopa de España van 2014. In de uitwedstrijd werd er 1-1 gelijkgespeeld, waarna de thuiswedstrijd met 1-0 werd gewonnen. In 2016 bereikte Atlético Madrid opnieuw de finale van de Champions League. Net als twee jaar daarvoor was Real Madrid de tegenstander. Na 120 minuten was het duel nog niet beslist, waarna Atlético Madrid onderuit ging in de strafschoppenserie. Godín werd voor 2016 genomineerd voor de Ballon d'Or.
In het seizoen 2016/17 was stadsgenoot Real Madrid voor het vierde jaar achter elkaar de ploeg die Atlético Madrid uitschakelde in de Champions League. In de halve finale speelde Godín beide wedstrijden uit, Atlético verloor over die twee wedstrijden met 4-2. Op 28 oktober 2017 speelde Godín zijn 315e wedstrijd in dienst van Atlético Madrid tegen zijn voormalige ploeg Villarreal, waarmee hij Luis Perea voorbij ging als non-Spanjaard met meeste wedstrijden voor Atlético Madrid. Atlético Madrid bereikte in de Europa League de finale, waarin Olympique Marseille de tegenstander was. Atlético Madrid won de wedstrijd (3-0) en Godín speelde de volledige negentig minuten. Op 15 augustus 2018 won Godín voor de derde keer in zijn carrière de UEFA Super Cup. Atlético Madrid versloeg Real Madrid met Godín als aanvoerder na verlenging (2-4). De verdediger gaf de assist op het snelle openingsdoelpunt van Diego Costa. Op 7 mei 2019 werd bekendgemaakt dat Godín na negen jaar Atlético Madrid zou verlaten. Hij speelde 389 wedstrijden voor de Madridleense club.

### Internazionale
Op 1 juli 2019 maakte Internazionale bekend dat Godín een driejarig-contract bij de Italiaanse club had getekend. Op 1 september 2019 debuteerde Godín voor Inter Milaan tegen Cagliari door elf minuten voor tijd Antonio Candreva te vervangen. Op 13 juli 2020 maakte hij zijn eerste doelpunt voor Internazionale, in de competitiewedstrijd tegen Torino. Internazionale eindigde in de Serie A 2019/20 slechts met één punt minder dan kampioen Juventus. In de Coppa Italia bleek Napoli in de halve finale te sterk en de finale van de Europa League werd bereikt. Godín maakte de 2–2 in deze wedstrijd. De wedstrijd werd echter met 3–2 verloren. Godín werd slechts de zesde spelers na Gerrard, Crespo, Alenitsjev, Simonsen en Pedro die scoorde in beide beide finales van de twee beste UEFA-competities.
Later maakte Godín bekend dat toenmalig trainer Antonio Conte aangaf graag met jongere spelers te willen gaan werken. Door zijn aanvoerderschap bij het nationale team was het voor Godín echter essentieel veelvuldig aan spelen toe te kunnen komen. Daarnaast ondervond Godín enige moeite met de aanpassing naar een speelsysteem met drie verdedigers. Door deze redenen werkte Internazionale in 2020 dan ook mee aan een vroegtijdig transfervrij vertrek.

### Cagliari
Op 24 september 2020 ondertekende Godín een driejarig contract bij Cagliari. De club is gevestigd op het eiland Sardinië, waar Godíns vrouw oorspronkelijk vandaan komt. Gedurende zijn tweede seizoen bij Cagliari werd Godín gepasseerd door toenmalig trainer Walter Mazzarri. Mede door de hoogte van zijn contract werd het contract van Godín daarna in januari 2022 met wederzijds instemmen ontbonden.

### Atlético Mineiro
Op 12 januari 2022 werd bekend dat Godín Europa ging verlaten en een eenjarig contract bij Atlético Mineiro zou ondertekenen. In februari 2022 won hij de Supercopa do Brasil 2022 door Flamengo na strafschoppen (acht tegenover zeven gemaakte strafschoppen) te verslaan. Godín startte die wedstrijd in de basis en miste zijn penalty in de strafschoppenserie, iets wat uiteindelijk geen gevolgen zou hebben voor het behalen van de winst. In april 2022 speelde hij na vijftien jaar afwezigheid weer een wedstrijd voor de Copa Libertadores. Godín gaf daarbij aan dat dit een van redenen was achter zijn terugkomst naar Zuid-Amerika. Gedurende het seizoen verloor Godín zijn basisplaats bij Atlético Mineiro. Met het oog op het WK 2022 in Qatar vertrok hij daardoor eind juni 2022 met wederzijds instemmen bij de club.

### Vélez Sarsfield
Enkele dagen na zijn vertrek bij Atlético Mineiro tekende Godín een anderhalf jarig contract bij Vélez Sarsfield, waarbij hij versterking moest gaan bieden in de knock-outfase van de Copa Libertadores. Na zijn komst miste Godín echter door verschillende oorzaken een groot aantal van de wedstrijden. In oktober 2022 was hij volledig hersteld.

## Clubstatistieken
| Seizoen                        | Club             | Competitie       | Competitie | Competitie | Beker | Beker | Internationaal | Internationaal | Overig1 | Overig1 | Totaal | Totaal |
| Seizoen                        | Club             | Competitie       | Wed.       | Dlp.       | Wed.  | Dlp.  | Wed.           | Dlp.           | Wed.    | Dlp.    | Wed.   | Dlp.   |
| ------------------------------ | ---------------- | ---------------- | ---------- | ---------- | ----- | ----- | -------------- | -------------- | ------- | ------- | ------ | ------ |
| 2003                           | Cerro            | Primera División | 2          | 0          | 0     | 0     | —              | —              | —       | —       | 2      | 0      |
| 2004                           | Cerro            | Primera División | 14         | 0          | 1     | 0     | —              | —              | —       | —       | 15     | 6      |
| 2005                           | Cerro            | Primera División | 17         | 1          | 0     | 0     | —              | —              | —       | —       | 17     | 1      |
| 2005/06                        | Cerro            | Primera División | 30         | 5          | 0     | 0     | —              | —              | —       | —       | 30     | 5      |
| Club totaal                    | Club totaal      | Club totaal      | 63         | 6          | 1     | 0     | 0              | 0              | —       | —       | 64     | 6      |
| 2006/07                        | Nacional         | Primera División | 26         | 0          | 4     | 0     | 16             | 2              | —       | —       | 46     | 2      |
| Club totaal                    | Club totaal      | Club totaal      | 26         | 0          | 4     | 0     | 16             | 2              | —       | —       | 46     | 2      |
| 2007/08                        | Villarreal       | Primera División | 24         | 1          | 3     | 0     | 7              | 0              | —       | —       | 34     | 1      |
| 2008/09                        | Villarreal       | Primera División | 31         | 0          | 0     | 0     | 7              | 0              | —       | —       | 38     | 0      |
| 2009/10                        | Villarreal       | Primera División | 36         | 3          | 2     | 0     | 6              | 0              | —       | —       | 44     | 3      |
| Club totaal                    | Club totaal      | Club totaal      | 91         | 4          | 5     | 0     | 20             | 0              | —       | —       | 116    | 4      |
| 2010/11                        | Atlético Madrid  | Primera División | 25         | 0          | 1     | 1     | 3              | 1              | 1       | 0       | 30     | 2      |
| 2011/12                        | Atlético Madrid  | Primera División | 27         | 2          | 1     | 0     | 13             | 1              | —       | —       | 41     | 3      |
| 2012/13                        | Atlético Madrid  | Primera División | 35         | 1          | 5     | 0     | 1              | 0              | 1       | 0       | 42     | 1      |
| 2013/14                        | Atlético Madrid  | Primera División | 34         | 4          | 5     | 2     | 10             | 2              | 2       | 0       | 51     | 8      |
| 2014/15                        | Atlético Madrid  | Primera División | 34         | 3          | 3     | 0     | 9              | 1              | 2       | 0       | 48     | 4      |
| 2015/16                        | Atlético Madrid  | Primera División | 31         | 1          | 3     | 0     | 12             | 0              | —       | —       | 46     | 1      |
| 2016/17                        | Atlético Madrid  | Primera División | 31         | 3          | 5     | 0     | 11             | 0              | —       | —       | 47     | 3      |
| 2017/18                        | Atlético Madrid  | Primera División | 30         | 0          | 3     | 1     | 12             | 0              | —       | —       | 45     | 1      |
| 2018/19                        | Atlético Madrid  | Primera División | 30         | 3          | 2     | 0     | 6              | 1              | 1       | 0       | 39     | 4      |
| Club totaal                    | Club totaal      | Club totaal      | 277        | 17         | 28    | 4     | 77             | 6              | 7       | 0       | 389    | 27     |
| 2019/20                        | Internazionale   | Serie A          | 23         | 1          | 2     | 0     | 11             | 1              | —       | —       | 36     | 2      |
| Club totaal                    | Club totaal      | Club totaal      | 23         | 1          | 2     | 0     | 11             | 1              | —       | —       | 36     | 2      |
| 2020/21                        | Cagliari         | Serie A          | 28         | 1          | 1     | 0     | —              | —              | —       | —       | 29     | 1      |
| 2021/22                        | Cagliari         | Serie A          | 11         | 0          | 0     | 0     | —              | —              | —       | —       | 11     | 0      |
| Club totaal                    | Club totaal      | Club totaal      | 39         | 1          | 1     | 0     | —              | —              | —       | —       | 40     | 1      |
| 2022                           | Atlético Mineiro | Série A          | 1          | 0          | 1     | 0     | 2              | 0              | 5       | 1       | 9      | 1      |
| Club totaal                    | Club totaal      | Club totaal      | 1          | 0          | 1     | 0     | 2              | 0              | 5       | 1       | 9      | 1      |
| 2022                           | Vélez Sarsfield  | Primera División | 6          | 1          | 0     | 0     | 2              | 0              | —       | —       | 8      | 1      |
| 2023                           | Vélez Sarsfield  | Primera División | 0          | 0          | 0     | 0     | —              | —              | —       | —       | 0      | 0      |
| Club totaal                    | Club totaal      | Club totaal      | 6          | 1          | 0     | 0     | 2              | 0              | —       | —       | 8      | 1      |
| Carrière totaal                | Carrière totaal  | Carrière totaal  | 526        | 30         | 42    | 4     | 128            | 9              | 12      | 1       | 708    | 44     |
| Bijgewerkt op 16 februari 2023 |                  |                  |            |            |       |       |                |                |         |         |        |        |

## Interlandcarrière
Op negentienjarige leeftijd maakte Godín zijn debuut in het Uruguayaans voetbalelftal. Dat was op 26 oktober 2005 in een vriendschappelijke wedstrijd tegen Mexico. Godín's eerste doelpunt voor Uruguay scoorde hij in een 1-1 gelijkspel met Servië en Montenegro op 27 mei 2006. In 2007 speelde Godín voor het eerst op een groot toernooi met Uruguay, de Copa América. Hij startte in de openingswedstrijd tegen Peru. Uruguay werd vierde. Drie jaar later werd Godín ook geselecteerd voor het WK 2010 in Zuid-Afrika. Godín speelde vijf wedstrijden, Uruguay werd opnieuw vierde. Op de Copa América 2011 bereikte Uruguay met Godín in de selectie de finale. De finale was de enige wedstrijd waarin de verdediger speelminuten kreeg. De 3-0 winst op Paraguay betekende de vijftiende Copa América-titel voor Uruguay. Door het winnen van de Copa América mocht Uruguay deelnemen aan de Confederations Cup in 2013. Godín speelde vier wedstrijden, Uruguay verloor de wedstrijd om de derde plaats na een strafschoppenreeks.
In mei 2014 werd Godín door bondscoach Oscar Tabárez opgenomen in de selectie voor het wereldkampioenschap in Brazilië. Hij speelde de volledige groepsfase mee. In het laatste groepsduel tegen Italië maakte hij het enige doelpunt; in de 81ste minuut scoorde hij vanuit een hoekschop van Gastón Ramírez. Het doelpunt zorgde voor uitschakeling van de Italianen en een plaats in de achtste finale voor de Uruguayanen. In deze achtste finale werd Uruguay uitgeschakeld door Colombia. Op de Copa América 2015 speelde Godín voor Uruguay drie wedstrijden – hij miste de laatste groepswedstrijd nadat hij in de voorgaande wedstrijden tweemaal een gele kaart had gekregen – waaronder de kwartfinale, die werd verloren van gastland Chili (0–1). Hij maakte eveneens deel uit van de Uruguayaanse selectie bij de Copa América Centenario in de Verenigde Staten, waar hij op 13 juni 2016 tegen Jamaica (3–0) zijn honderdste interland speelde voor La Celeste.
Godín maakte eveneens deel uit van de Uruguayaanse selectie die deelnam aan de WK-eindronde 2018 in Rusland. La Celeste behaalde drie zeges op rij in groep A, waarna de ploeg van bondscoach Oscar Tabárez in de achtste finales afrekende met regerend Europees kampioen Portugal (2–1) door twee treffers van aanvaller Edinson Cavani. Zonder diens inbreng (kuitblessure) verloor Uruguay vervolgens in de kwartfinale met 2–0 van de latere wereldkampioen Frankrijk. Godín kwam in alle vijf de duels in actie voor zijn vaderland en fungeerde als aanvoerder van de ploeg. Godín speelde op 25 maart 2019 zijn 126ste interland. Daarmee volgde hij Maximiliano Pereira op als Uruguayaans recordinternational.
| Interlanddoelpunten | Interlanddoelpunten | Interlanddoelpunten | Interlanddoelpunten            | Interlanddoelpunten | Interlanddoelpunten | Interlanddoelpunten | Interlanddoelpunten |
| #                   | Datum               | Locatie             | Wedstrijd                      | Goal(s)             | Score               | Uitslag             | Wedstrijd           |
| ------------------- | ------------------- | ------------------- | ------------------------------ | ------------------- | ------------------- | ------------------- | ------------------- |
| 1                   | 27 mei 2006         | Belgrado            | Servië en Montenegro – Uruguay | 82'                 | 1 – 1               | 1 – 1               | Oefeninterland      |
| 2                   | 16 augustus 2006    | Alexandrië          | Egypte – Uruguay               | 67'                 | 0 – 1               | 0 – 2               | Oefeninterland      |
| 3                   | 18 oktober 2006     | Montevideo          | Uruguay – Venezuela            | 14'                 | 2 – 0               | 4 – 0               | Oefeninterland      |
| 4                   | 24 juni 2014        | Natal               | Italië – Uruguay               | 81'                 | 0 – 1               | 0 – 1               | WK-eindronde        |
| 5.                  | 8 oktober 2015      | La Paz              | Bolivia – Uruguay              | 69'                 | 0 – 2               | 0 – 2               | WK-kwalificatie     |
| 6.                  | 14 oktober 2015     | Montevideo          | Uruguay – Colombia             | 34'                 | 1 – 0               | 3 – 0               | WK-kwalificatie     |
| 7.                  | 18 november 2015    | Montevideo          | Uruguay – Chili                | 23'                 | 1 – 0               | 3 – 0               | WK-kwalificatie     |
| 8.                  | 6 juni 2016         | Glendale            | Mexico – Uruguay               | 74'                 | 1 – 1               | 3 – 1               | Copa América        |

## Erelijst
| UEFA Europa League  | 2x | 2011/12, 2017/18 |
| UEFA Super Cup      | 3x | 2010, 2012, 2018 |
| Primera División    | 1x | 2013/14          |
| Copa del Rey        | 1x | 2012/13          |
| Supercopa de España | 1x | 2014             |

| Competitie            | Winnaar | Winnaar | Runner-up | Runner-up | Derde   | Derde   |
| Competitie            | Aantal  | Jaren   | Aantal    | Jaren     | Aantal  | Jaren   |
| Uruguay               | Uruguay | Uruguay | Uruguay   | Uruguay   | Uruguay | Uruguay |
| --------------------- | ------- | ------- | --------- | --------- | ------- | ------- |
| CONMEBOL Copa América | 1x      | 2011    |           |           |         |         |